# Игране
Игране су насељено место у саставу општине Подгора, Сплитско-далматинска жупанија, Република Хрватска.

## Историја
До територијалне реорганизације у Хрватској налазиле су се у саставу старе општине Макарска.

## Становништво
На попису становништва 2011. године, Игране су имале 399 становника.
| Број становника по пописима | Број становника по пописима | Број становника по пописима | Број становника по пописима | Број становника по пописима | Број становника по пописима | Број становника по пописима | Број становника по пописима | Број становника по пописима | Број становника по пописима | Број становника по пописима | Број становника по пописима | Број становника по пописима | Број становника по пописима | Број становника по пописима | Број становника по пописима |
| --------------------------- | --------------------------- | --------------------------- | --------------------------- | --------------------------- | --------------------------- | --------------------------- | --------------------------- | --------------------------- | --------------------------- | --------------------------- | --------------------------- | --------------------------- | --------------------------- | --------------------------- | --------------------------- |
| 1857                        | 1869                        | 1880                        | 1890                        | 1900                        | 1910                        | 1921                        | 1931                        | 1948                        | 1953                        | 1961                        | 1971                        | 1981                        | 1991                        | 2001                        | 2011                        |
| 529                         | 651                         | 607                         | 711                         | 627                         | 674                         | 790                         | 533                         | 444                         | 416                         | 390                         | 337                         | 313                         | 427                         | 480                         | 399                         |

Напомена: У 1857, 1869. и 1921. садржи податке за насеље Горње Игране, као и део података у 1880, 1890. и 1900.

### Попис1991.
На попису становништва 1991. године, насељено место Игране је имало 427 становника, следећег националног састава:
| Попис 1991.‍  | Попис 1991.‍  | Попис 1991.‍ | Попис 1991.‍ | Попис 1991.‍ |
| ------------ | ------------ | ----------- | ----------- | ----------- |
|              |              |             |             |             |
| Хрвати       | Хрвати       |             | 407         | 95,31%      |
| Југословени  | Југословени  |             | 5           | 1,17%       |
| Срби         | Срби         |             | 5           | 1,17%       |
| остали       | остали       |             | 1           | 0,23%       |
| неопредељени | неопредељени |             | 5           | 1,17%       |
| регион. опр. | регион. опр. |             | 1           | 0,23%       |
| непознато    | непознато    |             | 3           | 0,70%       |
| укупно: 427  |              |             |             |             |